# لیلا بیالی
لیلا بیالی (انگلیسی: Laila Biali؛ زادهٔ ۳ اکتبر ۱۹۸۰) موسیقی‌دان و خواننده سبک جاز اهل کانادا است. وی از سال ۲۰۰۰ میلادی تاکنون مشغول فعالیت بوده‌است. بیالی در سال ۲۰۱۸ برنده جایزه جونو شد.